# For the Boatman
For the Boatman es el primer y único álbum de estudio y álbum debut de la banda neerlandesa de rock: Oceana Company, Fue lanzado por la igual discográfica neerlandesa Spacejam Records.
Se le considera en la actualidad como un álbum de culto ya que el álbum nunca tuvo éxito y también los mismos seguidores de culto buscan el álbum para su adquisición.
Fue el único álbum realizado por el grupo y uno de los sencillos más conocidos del álbum es el sencillo "TrenchFever".

## Sonido
El sonido del álbum se le considera de estilo vanguardista, ya que se pueden encontrar elementos del indie rock y principalmente el rock progresivo, pero también elementos del heavy prog, hard rock, rock experimental, rock alternativo, stoner rock y el post-rock.

## Lista de canciones
Todas las canciones escritas y compuestas por Oceana Company. 
| For the Boatman |                              |          |  |
| N.º             | Título                       | Duración |  |
| 1.              | «Landing»                    | 04:20    |  |
| 2.              | «TrenchFever»                | 04:20    |  |
| 3.              | «Freedom Of Mind»            | 05:20    |  |
| 4.              | «Imaginary Time»             | 04:32    |  |
| 5.              | «Silent»                     | 07:05    |  |
| 6.              | «A Wayfarer's Travel»        | 04:05    |  |
| 7.              | «The Warning Light Stays On» | 06:58    |  |
| 8.              | «Boatman»                    | 03:57    |  |
| 9.              | «The Big Sky»                | 11:17    |  |
| 52:00           |                              |          |  |

## Personal
- Matthijs Herder - vocal, mellotron
- Michiel Ferweda - guitarra
- Han Schilder - bajo
- Robert Koole - batería

### Personal adicional
- Marcel van de Vondervoort (miembro de Astrosoniq) - producción